# Радошин

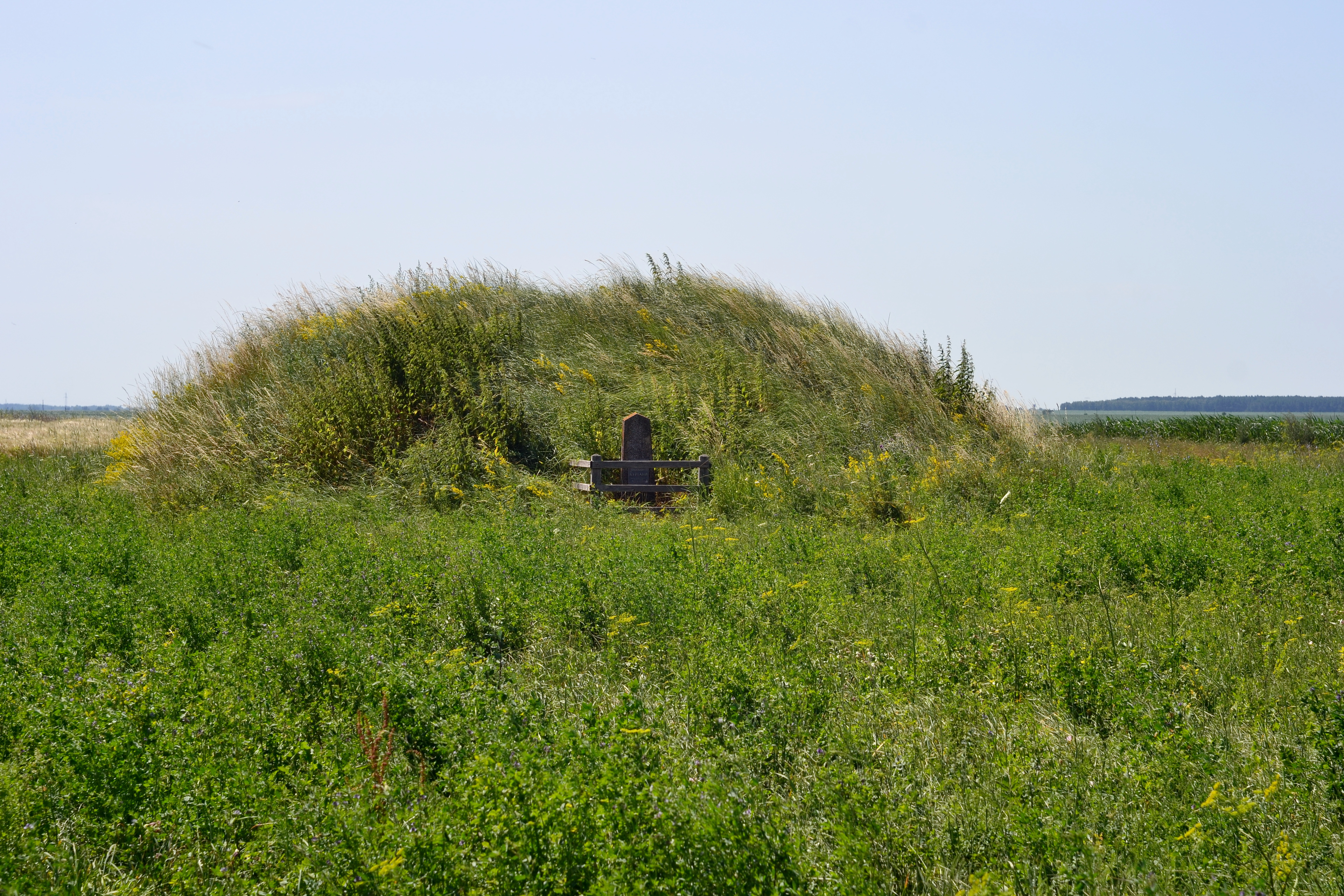
Курган X—XIII вв. близ села

Радо́шин (укр. Радошин) — село в Голобской поселковой общине Ковельского района Волынской области Украины.
Код КОАТУУ — 0722188401. Население по переписи 2001 года составляет 500 человек. Почтовый индекс — 45074. Телефонный код — 3352. Занимает площадь 0,002 км².